# Џанкшон (Тексас)
Џанкшон (енгл. Junction) град је у америчкој савезној држави Тексас. По попису становништва из 2010. у њему је живело 2.574 становника.

## Демографија
Према попису становништва из 2010. у граду је живело 2.574 становника, што је 44 (1,7%) становника мање него 2000. године.
| Група             | 2000.         | 2010.         |
| Белци             | 1.820 (69,5%) | 1.689 (65,6%) |
| Афроамериканци    | 1 (0,0%)      | 4 (0,2%)      |
| Азијати           | 18 (0,7%)     | 5 (0,2%)      |
| Хиспаноамериканци | 759 (29,0%)   | 853 (33,1%)   |
| Укупно            | 2.618         | 2.574         |